# 杉本愛里
杉本 愛里（すぎもと あいり、2000年12月21日 - ）は、日本のファッションモデル、女優。大阪府出身。アービング所属。

## 略歴
父は元プロ野球選手の杉本正志。
2014年、32,214人が参加した「アミューズオーディション2014」のファイナリスト19名に残り、アミューズに所属した。2016年、「ミスセブンティーン2016」で応募者6,103人の中からグランプリを獲得し、セブンティーン専属モデルとなった。2018年、メディアに一切顔出しをしないバンド「サイダーガール」のメンバーに代わってイメージキャラクターとして活動する「サイダーガール2018年イメージキャラクター（2018年サイダーガール）」に起用された。同年、『あのコの、トリコ。』で映画初出演を果たす。
2018年秋頃、アミューズを退社。その後しばらくフリーで活動。
2019年2月18日に堀越高等学校を卒業。
2019年3月、サンミュージックプロダクションに移籍。
AbemaTVで放送されている『恋とオオカミちゃんには騙されない』に出演。可愛らしい見た目とバリバリの関西弁のギャップを見せた。POPteenの人気モデルほのばびと竹内結人をめぐり、ライバルになりオオカミちゃん投票で脱落してしまう。
2020年2月29日発売の『Seventeen』2020年4月号でSeventeenの専属モデルを卒業。
2023年9月1日より浅井企画に所属。
2024年3月4日に発売の『週刊プレイボーイ12・13合併号』にて初めて水着グラビアに挑戦した。

## 人物
趣味はドライブ。とにかく運転するのが大好き。特技は、ピアノと中学時代に活動していたバスケットボール。バスケットボール姿は、サイダーガールのトレーラー映像で披露している。
モデルの仕事を始めたきっかけは、雑誌「Seventeen」を読んで、当時Seventeenモデルだった三吉彩花に憧れ、自分もあんな風になれたらと思ったことから。
グラビアに関してはグラビアを行なっているモデル仲間から「グラビアは楽しい」と聞かされていたこともあり、興味を持っていた。
前述の通り、父親は元プロ野球選手であるが、杉本が出生した際には既に現役を引退しており、当初は父親が元プロ野球選手であることを知らなかった。

## 出演

### 映画
- あのコの、トリコ。（2018年10月5日、ショウゲート）
- ビーバップのおっさん（2022年） - 順子 役

### テレビドラマ
- ドキュメンタリードラマ「母、立ちあがる〜認知症のわたしと、あなたと〜」（2017年3月29日、NHK）
- 僕たちがやりました 第8話 （2017年9月5日、関西テレビ）
- 仮面ライダージオウ 第5話・第6話（2018年9月30日・10月7日、テレビ朝日） - 山吹カリン 役
- 日曜プライム 西村京太郎トラベルミステリー72（2020年） ‐ 早瀬由美（高校時代）

### WEBドラマ
- 明日の約束チェインストーリー 第6.5話（2017年10月17日、関西テレビ・GYAO!）
- スカパー! 朝のTwitterドラマ「魔法少女」（2019年7月29日 - 8月2日、スカパー!公式Twitter） - 主演
- マッチングアプリ・ラブストーリー（2021年12月18日Netellyオリジナルドラマ - 主演

### CM
- 花王 ビオレのメイク落とし「メイクをもっと楽しもう！」篇（2017年）
- アラクス ノーシンピュア「テスト」篇（2018年）
- indeed オリジナル（2020年）
- 江崎グリコ セブンティーンアイス 「濃い毎日」篇（2020年）
- 洋服の青山（2020年）
- 大王製紙 エリス コンパクトガード（2020年）
- グロウクリニック（2022年）

### 舞台
・イリス・ノワール～焔罪のミサ～（2023年6月）- トレミー役

### MV
- Aimer 「蝶々結び」（岩井俊二監督、野田洋次郎(RADWIMPS)楽曲提供・プロデュース、2016年7月22日）[10]
- WEAVER
  - 「Shake Shake」（2017年4月14日）
  - 「Another World」（2017年9月19日） [11]
- サイダーガール
  - 「パレット」（2018年3月5日）[12][13]
  - 「約束」（2018年5月31日）[14]
  - 「サテライト」（2018年9月21日）[15]
- MAGIC OF LiFE
  - 「春を描く」（2022年5月19日）

### ランウェイ
- TGC KITAKYUSHU 2016（2016年10月9日）
- SAPPORO COLLECTION 2017（2017年4月29日）
- TGC HIROSHIMA 2017 byTOKYO GIRLS COLLECTION（2017年12月9日）

### コラボレーション
- 杉本愛里×KANGOL REWARDコラボ

### イベント
- Seventeen 夏の学園祭2016（2016年9月25日）

### WEB
- 【OLIVE des OLIVE School】　2017-18　コンセプトムービー（2017年）
- 日本郵政 コンセプトムービー 「ラストセーラー」篇（2018年）[16]

### スチール・広告
- OLIVE des OLIVE School（2017年）イメージモデル[9]

## 書籍

### 雑誌
- Seventeen（2016年10月号 - 2020年4月号、集英社） - 専属モデル

### デジタル写真集
- 予感（2024年3月4日、集英社）